# Gaskkamuš Skáidejávri
Gaskkamuš Skáidejávri och Vuolimuš Skáidejávri eller Skäidijävrik är sjöar i Finland. De ligger i kommunen Utsjoki i landskapet Lappland, i den norra delen av landet, 1 100 km norr om huvudstaden Helsingfors. Gaskkamuš Skáidejávri ligger 159 meter över havet. Omgivningarna runt Gaskkamuš Skáidejávri är i huvudsak ett öppet busklandskap. Arean är 35,6 hektar och strandlinjen är 5,23 kilometer lång. Sjön  ingår i Tana älvs huvudavrinningsområde. 